# Олимпийский комитет Арубы
Олимпийский комитет Арубы (папьям. Comité Olímpico Arubano) — организация, представляющая Арубу в международном олимпийском движении. Основан в 1985 году, зарегистрирован в МОК в 1986 году.
Штаб-квартира расположена в Ораньестаде. Является членом Международного олимпийского комитета, Панамериканской спортивной организации и других международных спортивных организаций. Осуществляет деятельность по развитию спорта на Арубе.